# Pablo Mazzoni
Pablo Mazzoni Morosoli (Minas, Lavalleja, 6 de enero de 1961) es un político uruguayo que pertenece a Marcha Frenteamplista de Lavalleja (MFL) e integra el sector "Compromiso Frenteamplista" (lista 711 – Frente Amplio). Se desempeñó como diputado por el departamento de Lavalleja. 
Integró la comisión permanente de Asuntos Internos y la comisión especial para el Estudio del Cooperativismo de la Cámara de Representantes.

## Biografía
Pablo Mazzoni nació el 6 de enero de 1961 en la ciudad de Minas, capital del departamento de Lavalleja, siendo el menor de tres hermanos que componen la familia Mazzoni - Morosoli.
Tanto por parte de su padre como de su madre, proviene de ascendientes suizos-italianos.
Es nieto del escritor Juan José Morosoli. A través de su infancia el sentimiento hacia su tierra se manifiesta en cada una de sus actividades encaminadas a tratar de mejorar y engrandecer todo aquello que potencie el departamento.
Cursó sus estudios primarios en la vieja escuela n.º 1 de Prácticas Artigas y sus estudios secundarios en el liceo departamental, hoy liceo Eduardo Fabini.
Terminada la Secundaria viajó a Montevideo para iniciar sus estudios en la Facultad de Veterinaria en 1980.
RDurante el desarrollo de la carrera, trabajó en fábricas de distintas características donde desarrolló un fuerte compromiso social.
Está casado con Ariana Bentos (subdirectora del Hospital Vidal y Fuentes) y tiene dos hijos mayores.

## Trayectoria política
En la década del 80 comenzó su militancia en el gremio estudiantil de la Facultad de Veterinaria (ASCEEP-FEUU) y políticamente a través del Frente Amplio, todavía proscripto e ilegalizado.
Fue a través de estos tiempos que participó en variadas movilizaciones contra la dictadura. Participó activamente en el voto por el NO contra el proyecto constitucional de 1980, apoyó el voto en blanco en las internas de 1982 y el voto verde en 1987 contra la ley de impunidad.
Siempre pensando en volver a su Minas natal para tratar de hacer algo por su departamento, así lo hace en 1990 cuando culmina su carrera de doctor en veterinaria.
Luego de volver a Minas comenzó un trabajo social vinculado a la participación en distintas actividades deportivas, comisiones de fomento, relacionadas con su profesión, etc.
Su militancia política lo llevó primero a ser presidente de la Mesa Política de Frente Amplio de Lavalleja durante tres años.
Posteriormente, en el año 1998, es uno de los fundadores del grupo departamental Marcha Frenteamplista de Lavalleja. 
Encabezó la lista a la Junta Departamental en 1999 y fue elegido edil, cargo para el que es reelecto nuevamente en 2005 y en el que se desempeñó hasta 2009.
En ese año, a través de un acuerdo, integra el Espacio 609, asumiendo la diputación el 1 de octubre de 2011.

## Actualidad
A fines de 2013, Mazzoni se acercó al sector Lista 711, que lidera Raúl Fernando Sendic.